# Cantón de Brioude-Sur
El cantón de Brioude-Sur era una división administrativa francesa, que estaba situada en el departamento de Alto Loira y la región de Auvernia.

## Composición
El cantón estaba formado por seis comunas más una fracción de la comuna que le da su nombre:
- Brioude (fracción)
- Chaniat
- Fontannes
- Javaugues
- Lavaudieu
- Saint-Just-près-Brioude
- Vieille-Brioude

## Supresión del cantón de Brioude-Sur
En aplicación del Decreto nº 2014-162 de 17 de febrero de 2014, el cantón de Brioude-Sur fue suprimido el 22 de marzo de 2015 y sus 7 comunas pasaron a formar parte; cinco del nuevo cantón de Brioude y dos del nuevo cantón del País de Lafayette.